# 邓翔
邓翔（1963年—），四川营山人，四川大学经济学教授。

## 生平
1979年9月至1983年7月就读于成都科技大学自动控制工程专业，1983年7月大学毕业后，被分配到湖北葛洲坝电厂水库调度室，在湖北兴山、秭归等地从事长江上游水文资料的收集。后在四川大学经济管理系获得“国民经济管理”硕士（1991年9月-1995年7月），政治经济学专业博士（1998年9月-2001年12月）。到西南石油学院任教，1997年7月到四川大学经济管理系任教至今。2002年-2010年担任四川大学经济管理系主任，2011年2月担任四川大学经济学院副院长，2003年7月担任宏观经济学、西方经济学和政治经济学博士点导师，主要研究领域为宏观经济分析、发展经济学、区域经济学和数量经济学。
1980年开始从事诗歌写作，1983年与北望（何继民）、赵野、牛荒、唐亚平、胡晓波等大学生成立成都大学生诗歌联合会，创办自印诗歌刊物《第三代人》，刊物在全国影响广泛，成为自北岛之后，新一代诗人的代名词；在《第三代人》中，收入个人诗作“一个汉子”、“故事”、“去年夏天，那彩色的玻璃”、“印第安人”和“男子”。1985年，诗作“一个汉子”、“故事”收入由万夏、杨黎和胡冬等人主编的《现代诗内部交流资料》。1988年与赵野、向以鲜等人编写诗歌报纸《王朝》。1987年至1991年曾翻译普拉斯、博尔赫斯、昆德拉的诗歌和随笔。1990至1991年，曾短暂参与钟鸣等人创办的《象罔》诗歌随笔杂志。1988年，与赵野自印二人诗歌合集《风景与美学》，个人诗集的名称是《卡斯蒂利亚的风景》，收入21首诗作。出版个人诗集《南方》（EMS）、《废园的植物》（香港类型出版社），并在《诗刊》、《中国诗歌》等杂志发表诗歌。
欧盟“让.莫内讲席教授”，教育部“新世纪优秀人才”、四川省学术技术带头人，兼任四川大学欧洲研究中心副主任，四川大学统计学研究中心副主任，四川大学中国反贫困研究中心副主任。担任中国区域科学学会副理事长、中国统计学会常务理事、中国宏观经济教育学会常务理事、四川省经济学会、区域经济学会、数量经济学会常务理事。
先后在哈佛大学经济系做博士后研究，在剑桥大学土地经济系、慕尼黑大学经济系做访问学者，同时在波恩大学、根特大学、阿伯丁大学和哥廷根大学做短期高级访问学者。

## 著作
主要有《经济趋同理论与中国地区差距的实证研究》（独著）、《经济转型期中国居民消费储蓄行为及其影响》、《中国地区分工与专业化研究》、《论集聚与经济增长》、《宏观与开放视角下的金融风险》（合著）、《现代区域经济学》（魏后凯主编）；先后在《经济研究》、《经济学季刊》、《管理世界》、《经济学动态》、《经济学家》、Journal of Management Science and Statistical Decision, Annales Universitatis Apulensis series Oeconomica等期刊上发表论文60多篇。

## 学术贡献
于1995年提出中国石油石化行业的管理体制改革方案，提出上下游一体化、促进行业竞争和公司化改造方案，是国内最早提出系统改革方案的学者；出版学术专著《经济趋同理论和中国地区差距的实证研究》，是国内最早将增长理论的趋同理论应用于中国地区增长和系统分析中国区域差距及其动态变迁的学者之一，提出了建立区域市场一体化和区域政策转型等建议；长期致力于宏观经济的微观基础及其行为分析，包括家庭的消费储蓄行为和企业的定价行为分析；在与中国民航局的合作中，应用拍卖理论，提出了热门航线与贫瘠航线进行组合拍卖的方案，提出了支线航空的政府补贴方案。